# خافيير أغيري
خافيير أغيري أوناينديا (بالإسبانية: Javier Aguirre Onaindía) (مواليد 1 ديسمبر 1958)، لاعب كرة قدم مكسيكي معتزل. ومدرب كرة قدم حاليًا. كان أغيري عضواً في المنتخب الوطني للمكسيك وأصبح مدرباً في مناسبتين منفصلتين، لكنه استقال بعد كأس العالم 2010. تولى تدريب منتخب مصر رسميًا في 2 أغسطس 2018 ولمدة 4 أعوام بعقد ينتهي في يوليو 2022. لكنه اقيل بعد خروج مصر من الدور الثمن النهائي من كأس الأمم الأفريقية 2019وفي 32 يوليو 2024 أعلن الاتحاد المكسيكي لكرة القدم عودة أغيري للإشراف على منتخب المكسيك للمرة الثالثة في مسيرته في محاولة لإحياء آمال البلد المنظم في كأس العالم 2026.

## المسيرة كلاعب

### النادي
بدأ أغيري مسيرته الرياضية بعد تخرجه من أكاديمية الشباب في نادي أمريكا في عام 1979 على الرغم من أنه تم بيعه إلى لوس أنجيلوس أزتيكس من دوري أمريكا الشمالية. فيما بعد قام نادي أمريكا بإعادته حيث أسس نفسه كلاعب خط وسط. لعب دوراً أساسياً في مواسم الفوز المختلفة باللقب وعلى الأخص خلال موسم 1983-84 حيث وصل أمريكا إلى المباراة النهائية للدوري ضد غوادالاخارا وتمكن من تسجيل هدف في الفوز 3-1 على ملعب أزتيكا. كما لعب أغيري خارج المكسيك حيث وقع مع أوساسونا في أسبانيا عام 1986. في عام 1987 انتقل إلى غوادالاخارا حيث شارك في أكثر من 100 مباراة حتى اعتزاله في عام 1993.

### المنتخب
لعب أغيري 59 مباراة لمنتخب المكسيك بين عامي 1983 و 1992 وسجل 13 هدفا. لعب في كأس العالم عام 1986 وتم طرده في مباراة ربع النهائي أمام ألمانيا الغربية.

## المسيرة مدرباً

### السنوات المبكرة
بعد اعتزاله كلاعب تولى تدريب أتلانتي ثم باتشوكا حيث فاز ببطولة إنفييرنو في عام 1999.

### منتخب المكسيك
في عام 2001 حل محل انريكي ميزا كمدرب لمنتخب المكسيك بسبب النتائج السيئة. في نفس العام قاد المكسيك في بطولة كوبا أمريكا 2001 لكنه خسر 0-1 في المباراة النهائية ضد البلد المضيف كولومبيا. في عام 2002 قاد المكسيك في كأس العالم 2002. وقعت المكسيك في المجموعة السابعة مع كرواتيا وإيطاليا والإكوادور. تم إقصاء المكسيك في وقت لاحق من كأس العالم بعد خسارتها 0-2 من الولايات المتحدة في الدور الثمن النهائي.

### أوساسونا
ثم تم التعاقد مع أغيري لتدريب أوساسونا بدلاً من ميغيل انخيل لوتينا الذي غادر لتدريب سيلتا فيغو. أثناء تدريبه لأوساسونا كان أحد أكثر المدربين إنجازا في تاريخ النادي ويرجع ذلك في معظمه إلى تحقيق جميع الأهداف التي حددها. بعد تعيينه لإنقاذ أوساسونا من الهبوط في عام 2002 عندما احتل المركز السابع عشر بفارق نقطتين عن لاس بالماس الثامن عشر. وقد بقي مع الفريق حتى عام 2006. في موسم 2002-03 احتل أوساسونا المركز الحادي عشر وفي الموسم التالي احتل المركز الثالث عشر. في موسم 2004-05 على الرغم من احتلال الفريق المركز الخامس عشر إلا أن أغيري قاده إلى نهائي كأس ملك إسبانيا 2005 الذي أقيم في فيسنتي كالديرون في مدريد حيث خسر البطولة أمام ريال بيتيس 2-1 بعد وقت إضافي في جهد شجاع. حتى يومنا هذا لا يزال أغيري هو المدرب المكسيكي الوحيد الذي قاد نادٍ أجنبي حتى نهاية مسابقة أوروبية كبرى. في الموسم التالي 2005-06 تأهل إلى مرحلة الدور التمهيدي الثالث في دوري أبطال أوروبا بعد احتلاله المركز الرابع وبلغت ذروته في التأهل إلى كأس الاتحاد الأوروبي.

### أتلتيكو مدريد
النجاح الساحق الذي حققه أغيري مع فريق صغير قليل المال أكسبه تدريب أتلتيكو مدريد. في الموسم الأول كانت مهمته إعادة الفريق إلى المنافسة الأوروبية وفعل ذلك من خلال وضع أتلتيكو في كأس الاتحاد الأوروبي. كان هدف الموسم الثاني أكثر طموحًا: دوري أبطال أوروبا. بعد موسم غير منتظم تأهل أتلتيكو مدريد إلى دوري أبطال أوروبا 2008–09 تحت قيادة أغيري.
في 2 فبراير ذكرت صحيفة ماركا الإسبانية الرياضية أنه سيتم استبدال أغيري بحارس مرمى أتلتيكو مدريد السابق ومدرب كاستييون أبيل ريسينو. أشار النادي إلى أن أداء أتلتيكو مدريد الضعيف مؤخرًا في العام الجديد كأحد الأسباب لإقالة أغيري (أتلتيكو لم يفز في أي مباراة في عام 2009 حتى تاريخ الإقالة). في حين أن معظم أعضاء النادي شعروا أن إقالته كانت ضرورية إلا أن البعض يرى أن رحيله غير عادل لأن أغيري رفع النادي إلى مستوى لم يشهده منذ 14 عام تقريبا.

### العودة إلى منتخب المكسيك
في 3 أبريل 2009 تم تعيين أغيري رسميا كمدرب جديد لمنتخب المكسيك بدلاً من السويدي زفن غوران إيريكسون. تم تقديمه رسميا كمدرب للمكسيك في مؤتمر صحفي في 16 أبريل 2009. في المؤتمر الصحفي قال: «أود أن أضيف أيها السادة أنني أريد من الاعب الذي يتم استدعائه أن يشعر بالفخر لاستدعائه لاستعادة الهوية التي تأتي نتيجة حبنا للقميص وأن الاستدعاء مكافأة وليس عقاب فنحن جميعا هنا لأنها جائزة لمهننا». وورد أن راتبه السنوي يبلغ 1.635.000 دولار أمريكي.
في 6 يونيو 2009 قاد أغيري المكسيك في مباراته الأولى بعد العودة في تصفيات كأس العالم 2010 ضد السلفادور حيث خسر 2-1. ومع ذلك انتعش بعد أربعة أيام بفوزه 1-2 على ترينيداد وتوباغو.
في 9 يوليو 2009 تم طرد أغيري في حادث أثناء مباراة في كأس الكونكاكاف الذهبية 2009 أمام بنما. أثناء اللعب على طول الخط الجانبي ركل أغيري اللاعب البنمي ريكاردو فيليبس مما دفع فيليبس إلى دفع أغيري مما تسبب في طرد كلا من أغيري وفيليبس وتأخير المباراة لأكثر من 10 دقائق بسبب رفض لاعب بنما مغادرة الملعب. اعتذر أغيري للمشجعين المكسيكيين ووسائل الإعلام ولاعبي كرة القدم والموظفين لكنه لم يمدّ هذه المجاملة أبدًا لفيليبس أو منتخب بنما. تم توقيفه لثلاث مباريات وتم تغريم اتحاد المكسيك لكرة القدم مبلغ 25000 دولار أمريكي من قبل كونكاكاف.
في 26 يوليو 2009 قاد أغيري المكسيك إلى لقبها الخامس في كأس الكونكاكاف الذهبية وفوزها الأول على الولايات المتحدة خارج المكسيك منذ عام 1999. ثم قاد المكسيك إلى الفوز مرة أخرى على الولايات المتحدة مجددا على ملعب أزتيكا في 12 أغسطس 2009 واتبعه بالفوز 3-0 على كوستاريكا مما جعل المكسيك أقرب إلى التأهل لكأس العالم الذي بدا أنه مهمة مستحيلة في الوقت الذي تمت إقالة إريكسون فيه. في 10 أكتوبر 2009 فازت المكسيك على السلفادور في ملعب أزتيكا 4-1 لتتأهل المكسيك إلى كأس العالم 2010.
بعد ذلك في آخر مباراة في التصفيات ضد ترينيداد وتوباغو تعادلوا 2-2 وأنهوا رحلة التصفيات المؤهلة لكأس العالم.
في 30 يونيو 2010 استقال أغيري كمدرب للمكسيك بعد إخفاقه في الوصول إلى ربع نهائي كأس العالم 2010 في جنوب أفريقيا. احتلت المكسيك المركز الثاني في المجموعة الأولى متقدما على المضيف جنوب إفريقيا والوصيف السابق فرنسا لكن تقدمهم توقف في الدور الثمن النهائي حيث خسر من الأرجنتين 3-1.
نال قرار أغيري خلال المراحل التأهيلية وأثناء كأس العالم على انتقادات حيث وصفه مذيع إي إس بي إن خوسيه رامون فرنانديز بأنه أسوأ مدرب في كأس العالم بعد الفرنسي ريمون دومينيك بسبب إصراره على مشاركة المهاجم الضعيف الأداء غييرمو فرانكو والإبقاء على مهاجم مانشستر يونايتد خافيير هيرنانديز على مقاعد البدلاء القرار الذي حير العديد من المشجعين والمعلقين. تعرض أغيري لانتقادات إضافية لرفضه شرح قراراته.
خلال الفترة التي سبقت كأس العالم أعرب أغيري عن رغبته في التدريب في الدوري الإنجليزي الممتاز لكنه لم يتلق أي عروض.

### ريال سرقسطة
تم تعيين أغيري كمدرب لريال سرقسطة في 17 نوفمبر 2010 وتم تقديمه في مؤتمر صحفي في اليوم التالي. كان ريال سرقسطة يحتل المركز الأخير في الأسبوع الحادي عشر ولكن مع نهاية الموسم استطاع قيادته إلى بر الأمان باحتلاله المركز الثالث عشر في الجولة الأخيرة من البطولة بفارق نقطتين عن الثامن عشر ديبورتيفو لاكورونيا. تمت إقالته في 29 ديسمبر 2011 لوضعه الفريق في منطقة الهبوط باحتلاله المركز الأخير في الأسبوع السابع عشر وذكر رئيس النادي أن الفريق لم يقدم أداء سيء طوال تاريخه مثل هذا الأداء.

### إسبانيول
في 28 نوفمبر 2012 تم تعيين أغيري مدربا لإسبانيول الذي كان يحتل المركز الأخير في الأسبوع الثالث عشر من الدوري الاسباني. في نهاية الموسم استطاع قيادة إسبانيول إلى احتلال المركز الثالث عشر بفارق ثمان نقاط عن الثامن عشر ريال مايوركا. في موسم 2013-14 قاد إسبانيول إلى احتلال المركز الرابع عشر بفارق ثلاث نقاط عن الثامن عشر أوساسونا. أعلن أغيري أنه سيغادر إسبانيول في 16 مايو 2014 وتم استبداله بعد 11 يوم باللاعب السابق سيرجيو.

### منتخب اليابان
في أغسطس 2014 تم تعيين أغيري كمدرب جديد لمنتخب اليابان ليحل محل الإيطالي ألبيرتو زاكيروني الذي استقال بعد كأس العالم 2014. في كأس آسيا 2015 فازت اليابان بمباريات مجموعتها الثلاث حيث سجلت سبعة أهداف ولم تتلقى أي هدف ولكنها خرجت من الدور الربع النهائي على يد الإمارات العربية المتحدة.
في 3 فبراير 2015 أعلن اتحاد كرة القدم الياباني أنهم ألغوا العقد مع أغيري بعد أن أكدوا أن محققي مكافحة الفساد الإسبان قد وجهوا إلى أغيري تهمة التلاعب بنتائج المباريات بشأن فوز ريال سرقسطة بنتيجة 2-1 على ليفانتي في اليوم الأخير من موسم 2010-11 في حين كان أغيري مدرب لريال سرقسطة.

### الوحدة
في 18 يونيو 2015 تم تعيين أغيري كمدرب جديد للوحدة من الإمارات العربية المتحدة. في 21 مايو 2017 بعد قيادة الوحدة إلى الفوز بكأس رئيس دولة الإمارات قرر أغيري التنحي عن منصبه كمدرب بعدما قاده في بطولة الدوري إلى احتلال المركز الثالث والخامس على التوالي.

### منتخب مصر
في يوليو 2018 كان على قائمة مختصرة من 4 أشخاص لشغل منصب مدرب منتخب مصر الشاغر. تم تعيينه مدربا في أغسطس 2018. قاد أغيري مصر للخروج من الدور الثمن النهائي من كأس الأمم الأفريقية 2019 التي تستضيفها على يد جنوب إفريقيا. أقيل أغيري في وقت لاحق جنبا إلى جنب مع جميع الموظفين التقنيين والإداريين للمنتخب أيضا.

## جدل
في يناير 2015 أفادت وسائل الإعلام الإسبانية أن محكمة بلنسية قبلت دعوى قدمها ممثلو الإدعاء الإسبان زعموا أن حوالي 40 شخص من بينهم أغيري شاركوا في التلاعب بنتيجة مباراة بين ناديه السابق ريال سرقسطة وليفانتي في عام 2011 تبعتها حسب إجراءات المحكمة المتوقع أن تبدأ في فبراير عندما يُطلب من أغيري المثول أمام المحكمة للدفاع عن نفسه على الرغم من أنه نفى الاتهامات في المؤتمر الصحفي الذي عقد في ديسمبر 2014.

## الإحصائيات التدريبية
آخر تحديث 6 يوليو 2019.
| أتلانتي       | 1996        | 1996        | 11  | 2  | 4  | 5  | 018٫18 |
| باتشوكا       | 1998        | 2001        | 93  | 35 | 23 | 35 | 037٫63 |
| المكسيك       | يوليو 2001  | يوليو 2002  | 32  | 18 | 4  | 10 | 056٫25 |
| أوساسونا      | يوليو 2002  | يوليو 2006  | 177 | 66 | 49 | 62 | 037٫29 |
| أتلتيكو مدريد | يوليو 2006  | فبراير 2009 | 120 | 52 | 33 | 35 | 043٫33 |
| المكسيك       | أبريل 2009  | يونيو 2010  | 32  | 19 | 7  | 6  | 059٫38 |
| ريال سرقسطة   | نوفمبر 2010 | ديسمبر 2011 | 47  | 14 | 10 | 23 | 029٫79 |
| إسبانيول      | نوفمبر 2012 | مايو 2014   | 100 | 36 | 29 | 35 | 036٫00 |
| اليابان       | يوليو 2014  | فبراير 2015 | 10  | 7  | 1  | 2  | 070٫00 |
| الوحدة        | يوليو 2015  | مايو 2017   | 54  | 23 | 17 | 14 | 042٫59 |
| مصر           | يوليو 2018  | يوليو 2019  | 12  | 9  | 1  | 2  | 075٫00 |

## روابط خارجية
- خافيير أغيري على موقع الاتحاد الدولي (مؤرشف)  (الإنجليزية)
- خافيير أغيري على موقع قاعدة بيانات كرة القدم.إي يو (الإنجليزية)
- خافيير أغيري على موقع ناشيونال فوتبول تيمز (الإنجليزية)
- خافيير أغيري على موقع Soccerway.com (الإنجليزية)
- خافيير أغيري على موقع عالم كرة القدم.نت (الإنجليزية)
- خافيير أغيري على موقع كووورة